# Alcampo
Alcampo és la filial d'hipermercats a Espanya del Grup Auchan, també present a través de la cadena de supermercats Simply (abans Sabeco), la promotora immobiliària Immochan i la financera Accordfin.

## Història
La cadena de distribució alimentària va iniciar la seva activitat a Espanya el 1981 amb l'obertura d'un hipermercat a Utebo (Saragossa).
L'any 1996 Alcampo adquirí tots els hipermercats Jumbo del territori d'Espanya i Portugal.
El 2015 es va reorganitzar el grup, de manera que es van fusionar les filials Alcampo i Sabeco sota un mateix equip gestor i entitat jurídica, tant a Espanya com a nivell internacional. D'aquesta manera van quedar 3 branques diferenciades, tant a nivell de grup internacional com a nivell espanyol.
A principis de 2021 comptava amb 310 centres a Espanya, entre ells 62 hipermercats, 238 supermercats (114 de propis i 124 de franquiciats) i 53 gasolineres, a part del comerç electrònic. En aquest moment comptava amb una plantilla de 20.000 persones a Espanya.
El febrer de 2023, la seva empresa matriu francesa, Auchan Retail, va ser objecte d'una forta polèmica a Europa amb la publicació de les conclusions d'una investigació duta a terme per Le Monde i publicades el 18 de febrer del 2023, segons les quals durant la invasió russa d'Ucraïna, i malgrat totes les sancions europees i internacionals a Rússia, sota les quals la majoria de companyies occidentals van decidir abandonar el mercat rus, Auchan Retail per contra s'hi va mantenir i fou acusada de donar suport a l'exèrcit rus amb entrega d'aliments.
L'empresa va defensar-se assegurant que les acusacions eren infundades, i que s'havia limitat a assegurar les necessitats alimentàries bàsiques de la població i que van optar per no abandonar el seu personal al país i les seves famílies.